# Ludwig Reiners
Ludwig Reiners (né le 21 janvier 1896 à Ratibor; mort le 10 août 1957 à Munich) était un marchand et écrivain allemand,.

## Biographie
Reiners était le fils d'un fabricant de cigarette. Il obtient en 1914 son abitur. Il participe ensuite à la Première Guerre mondiale. Puis il étudie le droit et l'économie jusqu'en 1920, année où il est promu docteur.
Il devient ensuite courtier pour la Deutsche Bank, commençant ainsi une carrière commercial qui le mènera à un poste d'assistant de direction à la Deutsche Werke, qui était une entreprise d'industrie lourde, puis secrétaire général pour un consortium suisse travaillant dans le bois. Reiners était membre du NSDAP et travaille pendant toute la durée de la Seconde Guerre mondiale en tant que directeur commercial de la fabrique textile munichoise Richard JungMünchner Garnfabrik Richard Jung. Il meurt en 1957 des suites d'une maladie, qui l'emporta très rapidement.
Reiners a grandi à la fois en Prusse et en Autriche-Hongrie, ce qui influença sa vision des prémices de la Première Guerre mondiale qu'il dépeindra dans „In Europa gehen die Lichter aus“. 
Lors de la grande crise, il commença à publier des livres éducatifs sur l'économie. C'est après la guerre, qu'il publie la majorité de ses livres. Il écrivit notamment une préface pour le dictionnaire allemand Duden.
Avec sa première femme Lotte il eut un fils et une fille. Ils furent séparés par sa mort en 1947. En 1951 il se remarie avec Malerin Hilde Wielandt, âgée de 26 ans, qui lui donna trois fils.

## Stilkunst et accusation de plagiat
Il publie en 1943 "Deutsche Stilkunst. Ein Lehrbuch deutscher Prosa.", soit "style allemand. Un livre éducatif sur la prose allemande." Son lecteur n'avait pas seulement une vue d'ensemble de ce qu'est le bon et le mauvais style, il lui était aussi proposé des exercices comme la description d'objets en allemand, ou de la rétrotraduction de l'anglais vers l'allemand. Reiners réemprunta beaucoup du livre éponyme d'Eduard Engel de 1911.
Stefan Stirnemann affirmait:
« Reiners a repris sciemment les vues sur le style et la manière de l'apprendre à Eduard Engel, ainsi que les concepts et de nombreux exemples de la littérature. Il vola ses observations et ses phrases percutantes, singea son attitude, l’attitude des connaisseurs.... Ce type de trahison n'était possible que pendant le troisième Reich. D'un côté les écrits d'Engel n'était pas protégés par des droits d'auteur, d'un autre Reiners pouvait légitimement supposer qu'ils allaient tomber dans l'oubli, car écrit en écriture Fraktur, interdite depuis 1941 par Hitler au profit de l'écriture Antiqua. Il pouvait donc "aryaniser" le livre à succès d'Engels en toute sérénité. »
Ceux qui ont lu les deux œuvres, comme le poète et opposant au nazisme Eugen Roth, n'avaient aucun état d'âme à recommander le livre de Reiners. Il louait son érudition, son humour et l'excellence de son livre. De plus, Reiners donne à la fin de son livre celui de Engel en source pour ses exemples.

## Autres publications
Reiners clarifie son adaptation au troisième Reich dans Die Kunst der Rede und des Gesprächs. Il s'y moque notamment du style de Hitler.
Dans son livre Steht es in den Sternen? - Eine wissenschaftliche Untersuchung über Wahrheit und Irrtum der Astrologie de 1951, il rassemble tous les éléments qui montrent que l'Astrologie est dénuée de sens et de vérité ("la constellation du Lion n'existe pas!"). 
Europa gehen die Lichter aus est une chronique des erreurs, qui ont mené à la défaite des empires centraux lors de la Première Guerre mondiale et à la dissolution de l'empire allemand.
Friedrich est une biographie de Frédéric II de Prusse.
Il écrit également une biographie d'Otto von Bismarck, dans lequel il rassemble un grand nombre de citations. Reiner n'a pu compléter avant son décès que deux tomes : Bismarcks Aufstieg 1815–64, en 1956, et Bismarck gründet das Reich 1864–1871 en 1957.
Son anthologie Der ewige Brunnen, est une de ses œuvres les plus connues. Il y réunit des poèmes : « qu'une personne normale aime bien lire ». L'édition de 2005 de  Albert von Schirnding a été profondément retravaillée, et environ un quart des poèmes ont été renouvelés.

## Œuvre
- Die wirkliche Wirtschaft. 2 Bände. 1932/33
- Fontane oder Die Kunst zu leben. 1939
- Stilkunst. Ein Lehrbuch deutscher Prosa. 1943, éditeur: Beck, München 1951,  (ISBN 3-4063-4985-4)
- Sorgenfibel oder: Über die Kunst, durch Einsicht und Übung seiner Sorgen Meister zu werden. éditeur: Beck, München 1948 (Becksche Reihe)  (ISBN 3-4063-2981-0)
- Fibel für Liebende - zugleich eine Anleitung, verheiratet und doch glücklich zu sein. 1950
- Roman der Staatskunst. Leben und Leistung der Lords. Éditeur: C. H. Beck'sche Verlagsbuchhandlung, München 1951,  (ISBN 3-4060-2128-X)
- Steht es in den Sternen? Eine wissenschaftliche Untersuchung über Wahrheit und Irrtum der Astrologie. 1951
- Stilfibel. Der sichere Weg zum guten Deutsch. éditeur: dtv, München 1951,  (ISBN 3-4233-4358-3)
- Friedrich. éditeur: C. H. Beck'sche Verlagsbuchhandlung, München 1952,  (ISBN 3-4231-0599-2)
- Wir alle können besser leben. 1953
- Fräulein, bitte zum Diktat. éditeur: Paul List Verlag, München 1953,  (ISBN 3-4716-0014-0)
- In Europa gehen die Lichter aus. Der Untergang des Wilhelminischen Reiches. éditeur: C. H. Beck'sche Verlagsbuchhandlung, München 1954,  (ISBN 3-4230-1699-X)
- Der ewige Brunnen. Ein Volksbuch deutscher Dichtung. éditeur: C. H. Beck'sche Verlagsbuchhandlung, München 1955,  (ISBN 3-4065-3638-7); réédition jubilé, actualisée par Albert von Schirnding, München 2005,  (ISBN 978-3-4065-3638-0)
- Die Kunst der Rede und des Gesprächs. éditeur: Paul List Verlag, München 1955,  (ISBN 3-7720-0221-8)
- Die Sache mit der Wirtschaft. Briefe eines Unternehmers an seinen Sohn. 1956,  (ISBN 3-4716-0082-5)
- Wer hat das nur gesagt? 1956 (recueil de citation)
- Bismarcks Aufstieg 1815–64. éditeur: Verlag C. H. Beck, München 1956,  (ISBN 3-4230-1573-X)
- Bismarck gründet das Reich, 1864–1871. éditeur: C.H. Beck, München 1957,  (ISBN 3-4230-1574-8)
- Verdienen wir zu wenig? 1957

## Sources
- (de) Cet article est partiellement ou en totalité issu de l’article de Wikipédia en allemand intitulé « Ludwig Reiners » (voir la liste des auteurs).

1. 1 2 3 4 5  (de) « biographie sur le site du Spiegel » (consulté le 2 janvier 2011)
2. ↑  (de) « Ludwig Reiners sur www.munzinger.de »
3. ↑  (de) « Stefan Stirnemann:Un traître qui se prend pour un classique. Eduard Engels „Deutsche Stilkunst“ et Ludwig Reiners », Kritische Ausgabe 2/2004, p. 48–50 (consulté le 2 janvier 2011)
4. ↑  (de) « Personnalité d'un historien allemand : Ludwig Reiners » (consulté le 4 janvier 2011)
5. ↑  (de)Jörg Drews, « Alle Stimmungen des Daseins », Süddeutsche Zeitung,‎ novembre 2005 (lire en ligne)